# Ssabagabo
Ssabagabo – miasto w południowej Ugandzie, w regionie Środkowym. Według danych na rok 2014 liczyło 283 272 mieszkańców.